# Grammy Award for Best R&B Song
Der Grammy Award for Best R&B Song (auf Deutsch etwa „Grammy Award für den besten R&B-Song“) ist ein Musikpreis, der seit 1969 bei den jährlich stattfindenden Grammy Awards verliehen wird. Ausgezeichnet werden die Songwriter von Songs aus dem Musikbereich Rhythm and Blues (R&B).

## Hintergrund und Geschichte
Die seit 1958 verliehenen Grammy Awards (eigentlich Grammophone Awards) werden jährlich in zahlreichen Kategorien von der National Academy of Recording Arts and Sciences (NARAS) in den Vereinigten Staaten von Amerika vergeben, um künstlerische Leistung, technische Kompetenz und hervorragende Gesamtleistung ohne Rücksicht auf die Album-Verkäufe oder Chart-Position zu ehren.
Der Grammy Award for Best R&B Song wurde erstmals 1969 als Best Rhythm & Blues Song verliehen und behielt diese Bezeichnung bis 2000. Der erste Preis ging dabei an Otis Redding und Steve Cropper für den Song (Sittin' on) the Dock of the Bay. Fünf Songwriter erhielten den Preis je drei Mal: Beyoncé, Babyface, Stevie Wonder, Bill Withers und Alicia Keys. Die häufigsten Nominierungen erhielt Babyface mit insgesamt 14 Nominierungen, Stevie Wonder wurde acht Mal und Luther Vandross sowie Leon Huff wurden je sieben Mal nominiert.
Der Grammy wird den Komponisten der ausgezeichneten Songs verliehen und nicht deren Interpreten.

## Gewinner und Nominierte
Der Preis wird an die Songwriter der Gewinnersongs verliehen, nicht an die interpretierenden Künstler (es sei denn, beide sind identisch). Ein Stern (*) gibt an, dass der Titel im selben Jahr auch den Grammy Award for Record of the Year bekommen haben.
| Year             | Komponist / Songwriter | Nationalität                              | Song                                | Interpreten                                           | Weitere nominierte Künstler | Bilder (Komponist/Darsteller) der Künstler                            |
| ---------------- | --- | ----------------------------------------- | ----------------------------------- | ----------------------------------------------------- | --- | --------------------------------------------------------------------- |
| 1969             | Otis Redding Steve Cropper | Vereinigte Staaten                        | (Sittin’ On) The Dock of the Bay    | Otis Redding                                          | - Don Covay – Chain of Fools vorgetragen von Aretha Franklin - Edward Thomas, Bob McRee and Clifton Thomas – Pickin’ Wild Mountain Berries vorgetragen von Peggy Scott und Jo Jo Benson - Homer Banks, Bettye Crutcher, Raymond Jackson und Donald Davis – Who’s Making Love vorgetragen von Johnnie Taylor - Norman Whitfield, Barrett Strong und Roger Penzabene – I Wish It Would Rain vorgetragen von The Temptations |                                                                       |
| 1970             | Richard Lewis Spencer | Vereinigte Staaten                        | Color Him Father                    | The Winstons                                          | - Clarence Carter, George Jackson und Raymond Moore – I’d Rather Be an Old Man’s Sweetheart vorgetragen von Candi Staton - Herbert „Tim“ McPherson und Mel Hardin – Backfield in Motion vorgetragen von Mel and Tim - Kenneth Gamble, Leon Huff und Jerry Butler – Only the Strong Survive vorgetragen von Jerry Butler - Rudolph Isley, O’Kelly Isley Jr. und Ronald Isley – It’s Your Thing vorgetragen von den Isley Brothers |                                                                       |
| 1971             | Ronald Dunbar General Johnson | Vereinigte Staaten                        | Patches                             | Clarence Carter                                       | - Greg Perry, General Johnson und Angelo Bond – Somebody’s Been Sleeping in My Bed vorgetragen von 100 Proof (Aged in Soul) - Russ Lewis und Herman Davis – Groovy Situation vorgetragen von Gene Chandler - Stevie Wonder, Lee Garrett, Syreeta Wright und Lulu Hardaway – Signed, Sealed, Delivered vorgetragen von Stevie Wonder - Thom Bell und William Hart – Didn’t I (Blow Your Mind This Time) vorgetragen von den Delfonics |                                                                       |
| 1972             | Bill Withers | Vereinigte Staaten                        | Ain’t No Sunshine                   | Bill Withers                                          | - Clay McMurray, Laverne Ware und Pamela Sawyer – If I Were Your Woman vorgetragen von Gladys Knight & the Pips - Clifton Davis – Never Can Say Goodbye vorgetragen von The Jackson Five - Joseph Broussard, Carol Washington und Ralph Williams – Mr. Big Stuff vorgetragen von Jean Knight - Barrett Strong und Norman Whitfield – Smiling Faces Sometimes vorgetragen von The Undisputed Truth |                                                                       |
| 1973             | Barrett Strong Norman Whitfield | Vereinigte Staaten                        | Papa Was a Rollin’ Stone            | The Temptations                                       | - Curtis Mayfield – Freddie’s Dead vorgetragen von Curtis Mayfield - Kenneth Gamble, Leon Huff und Cary Gilbert – Me and Mrs. Jones vorgetragen von Billy Paul - Leon Huff, Gene McFadden und John Whitehead – Back Stabbers vorgetragen von The O’Jays - Rudy Clark, J.R. Bailey und Kenny Williams – Everybody Plays the Fool vorgetragen von The Main Ingredient | The Temptations, 1973                                                 |
| 1974             | Stevie Wonder | Vereinigte Staaten                        | Superstition                        | Stevie Wonder                                         | - Jim Weatherly – Midnight Train to Georgia vorgetragen von Gladys Knight & the Pips - Kenneth Gamble and Leon Huff – Love Train vorgetragen von The O’Jays - Sylvester Stewart – Family Affair vorgetragen von Sly & the Family Stone - War – Cisco Kid vorgetragen von War | Stevie Wonder, 1967                                                   |
| 1975             | Stevie Wonder | Vereinigte Staaten                        | Living for the City                 | Stevie Wonder                                         | - Hal Davis, Don Fletcher und Dean Parks – Dancing Machine vorgetragen von den Jackson Five - Harry Wayne Casey und Richard Finch – Rock Your Baby vorgetragen von George McCrae - Kenneth Gamble – For the Love of Money vorgetragen von den O’Jays | Stevie Wonder, 1973                                                   |
| 1976             | Harry Wayne Casey Willie Clarke Richard Finch Betty Wright | Vereinigte Staaten                        | Where Is the Love                   | Betty Wright                                          | - Barney Perry – Walking in Rhythm vorgetragen von den Blackbyrds - Charlie Smalls – Ease on Down the Road vorgetragen von Consumer Rapport - Harry Wayne Casey und Richard Finch – Get Down Tonight vorgetragen von KC and the Sunshine Band - Harry Wayne Casey und Richard Finch – That’s the Way (I Like It) vorgetragen von KC and the Sunshine Band |                                                                       |
| 1977             | Boz Scaggs David Paich | Vereinigte Staaten                        | Lowdown                             | Boz Scaggs                                            | - Bob Montgomery – Misty Blue vorgetragen von Dorothy Moore - Harry Wayne Casey und Richard Finch – (Shake, Shake, Shake) Shake Your Booty vorgetragen von KC and the Sunshine Band - Harvey Scales, Al Vance und Don Davis – Disco Lady vorgetragen von Johnnie Taylor - Pam Sawyer und Marilyn McLeod – Love Hangover vorgetragen von Diana Ross | Boz Skaggs, 2006 · David Paich                                        |
| 1978             | Leo Sayer Vini Poncia | Vereinigte Staaten                        | You Make Me Feel Like Dancing       | Leo Sayer                                             | - Kenneth Gamble, Leon Huff und Cary Gilbert – Don’t Leave Me This Way vorgetragen von Thelma Houston - Lionel Richie – Easy vorgetragen von den Commodores - Maurice White und Al McKay – Best of My Love vorgetragen von den Emotions - Milan Williams, Walter Orange, Thomas McClary, William King, Lionel Richie und Ronald LaPread – Brick House vorgetragen von den Commodores | Leo Sayer, 1974                                                       |
| 1979             | Paul Jabara | Vereinigte Staaten                        | Last Dance                          | Donna Summer                                          | - Kenneth Gamble and Leon Huff – Use ta Be My Girl vorgetragen von den O’Jays - Maurice White, Eddie del Barrio und Verdine White – Fantasy vorgetragen von Earth, Wind and Fire - Perry Kibble und Janice Marie Johnson – Boogie Oogie Oogie vorgetragen von A Taste of Honey - Bernard Edwards, Kenny Lehman and Nile Rodgers – Dance, Dance, Dance (Yowsah, Yowsah, Yowsah) vorgetragen von Chic |                                                                       |
| 1980             | David Foster Jay Graydon Bill Champlin | Vereinigte Staaten                        | After the Love Has Gone             | Earth, Wind and Fire                                  | - Dino Fekaris und Freddie Perren – Reunited vorgetragen von Peaches & Herb - Gene McFadden, John Whitehead und Jerry Cohen – Ain’t No Stoppin’ Us Now vorgetragen von McFadden & Whitehead - Isaac Hayes und Adrienne Anderson – Deja Vu vorgetragen von Dionne Warwick - Nile Rodgers und Bernard Edwards – We Are Family vorgetragen von Sister Sledge | Earth Wind and Fire, 1982 · David Foster, 2010                        |
| 1981             | Reggie Lucas James Mtume | Vereinigte Staaten                        | Never Knew Love Like This Before    | Stephanie Mills                                       | - Nile Rodgers und Bernard Edwards – Upside Down vorgetragen von Diana Ross - Lee Garrett und Stevie Wonder – Let’s Get Serious vorgetragen von Jermaine Jackson - Leo Graham und Paul Richmond – Shining Star vorgetragen von den Manhattans - Rod Temperton – Give Me the Night vorgetragen von George Benson |                                                                       |
| 1982             | Bill Withers William Salter Ralph MacDonald | Vereinigte Staaten                        | Just the Two of Us                  | Grover Washington Jr. und Bill Withers                | - Chas Jankel und Kenny Young – Ai no corrida vorgetragen von Quincy Jones - Harold Hudson, William King und Shirley King – Lady (You Bring Me Up) vorgetragen von den Commodores - Leon Haywood – She’s a Bad Mama Jama vorgetragen von Carl Carlton - Marc Blatte und Larry Gottlieb – When She Was My Girl vorgetragen von den Four Tops |                                                                       |
| 1983             | Jay Graydon Steve Lukather Bill Champlin | Vereinigte Staaten                        | Turn Your Love Around               | George Benson                                         | - Marvin Gaye, Odell Brown und David Ritz – Sexual Healing vorgetragen von Marvin Gaye - Reggie Andrews und Leon Ndugu Chancler – Let It Whip – vorgetragen von Dazz Band - Stevie Wonder – That Girl vorgetragen von Steve Wonder - Stevie Wonder – Do I Do vorgetragen von Stevie Wonder - Teddy Randazzo, Bobby Weinstein und Lou Staliman – It’s Gonna Take a Miracle vorgetragen von Deniece Williams | Steve Lukather, 2004 · George Benson, 2009                            |
| 1984             | Michael Jackson | Vereinigte Staaten                        | Billie Jean                         | Michael Jackson                                       | - Eddy Grant – Electric Avenue vorgetragen von Eddy Grant - Hawk Wolinski – Ain’t Nobody vorgetragen von Rufus and Chaka Khan - James Ingram und Quincy Jones – P.Y.T. (Pretty Young Thing) vorgetragen von Michael Jackson - Michael Jackson – Wanna Be Startin’ Somethin’ vorgetragen von Michael Jackson | Michael Jackson, 1988                                                 |
| 1985             | Prince | Vereinigte Staaten                        | I Feel for You                      | Chaka Khan                                            | - Bill Wolfer und Dean Pitchford – Dancing in the Sheets vorgetragen von Shalamar - James Ingram, Michael McDonald, Rod Temperton und Quincy Jones – Yah Mo B There vorgetragen von James Ingram and Michael McDonald - Keith Diamond und Billy Ocean – Caribbean Queen – vorgetragen von Billy Ocean - Sheila E. – The Glamorous Life vorgetragen von Sheila E. | Prince, 1990                                                          |
| 1986             | Jeffrey Cohen Narada Michael Walden | Vereinigte Staaten                        | Freeway of Love                     | Aretha Franklin                                       | - David Foster, Tom Keane und Cynthia Weil – Through the Fire vorgetragen von Chaka Khan - LaLa – You Give Good Love vorgetragen von Whitney Houston - Sharon Robinson, Jon Gilutin and Bunny Hull – New Attitude vorgetragen von Patti LaBelle - Walter Orange, Dennis Lambert und Franne Golde – Nightshift vorgetragen von den Commodores | Aretha Franklin, 2007                                                 |
| 1987             | Anita Baker Louis A. Johnson Gary Bias | Vereinigte Staaten                        | Sweet Love                          | Anita Baker                                           | - Dan Hartman und Charlie Midnight – Living in America vorgetragen von James Brown - James Harris III, Terry Lewis und Janet Jackson – What Have You Done for Me Lately vorgetragen von Janet Jackson - Luther Vandross und Nat Adderley Jr. – Give Me the Reason vorgetragen von Luther Vandross - Prince and The Revolution – Kiss vorgetragen von Prince and The Revolution | Anita Baker, 2008                                                     |
| 1988             | Bill Withers | Vereinigte Staaten                        | Lean on Me                          | Club Nouveau                                          | - Jimmy George und Lou Pardini – Just to See Her vorgetragen von Smokey Robinson - Prince – U Got the Look vorgetragen von Prince - Reggie Calloway – Casanova vorgetragen von LeVert - Stevie Wonder – Skeletons vorgetragen von Stevie Wonder |                                                                       |
| 1989             | Anita Baker Randy Holland Skip Scarborough | Vereinigte Staaten                        | Giving You the Best That I Got      | Anita Baker                                           | - Babyface, L.A. Reid and Daryl Simmons – Don’t Be Cruel vorgetragen von Bobby Brown - Jimmy George – I’ll Always Love You vorgetragen von Taylor Dayne - Johnny Kemp und Gene Griffin – Just Got Paid vorgetragen von Johnny Kemp - Luther Vandross und Marcus Miller – Any Love vorgetragen von Luther Vandross |                                                                       |
| 1990             | Kenny Gamble und Leon Huff | Vereinigte Staaten                        | If You Don’t Know Me by Now         | Simply Red                                            | - Calvin Lewis und Andrew Wright – When a Man Loves a Woman vorgetragen von Percy Sledge - James Harris III und Terry Lewis – Miss You Much vorgetragen von Janet Jackson - L.A. Reid und Babyface – Every Little Step vorgetragen von Bobby Brown - L.A. Reid, Babyface und Daryl Simmons – Superwoman vorgetragen von Karyn White | Simply Red, 2003                                                      |
| 1991             | MC Hammer Rick James Alonzo Miller | Vereinigte Staaten                        | U Can’t Touch This                  | MC Hammer                                             | - George Johnson, Louis Johnson und Sonora Sam – I’ll Be Good to You vorgetragen von Ray Charles and Chaka Khan - Janet Jackson, James Harris III und Terry Lewis – Alright vorgetragen von Janet Jackson - Babyface und Daryl Simmons – My, My, My vorgetragen von Johnny Gill - Terry Steele und David L. Elliott – Here and Now vorgetragen von Luther Vandross | MC Hammer, 2008                                                       |
| 1992             | Marcus Miller Luther Vandross Teddy Vann | Vereinigte Staaten                        | Power of Love/Love Power            | Luther Vandross                                       | - Alvertis Isbell – I’ll Take You There vorgetragen von BeBe & CeCe Winans feat. Mavis Staples - Dr. Freeze – I Wanna Sex You Up vorgetragen von Color Me Badd - Narada Michael Walden und Lisa Fischer – How Can I Ease the Pain vorgetragen von Lisa Fischer - Walter Afanasieff und John Bettis – Can You Stop the Rain vorgetragen von Peabo Bryson | Vandross (links) mit Diana Ross bei einem Auftritt in New York (2000) |
| 1993             | Babyface L.A. Reid Daryl Simmons | Vereinigte Staaten                        | End of the Road                     | Boyz II Men                                           | - Dallas Austin, Lisa “Left Eye” Lopes – Ain’t 2 Proud 2 Beg vorgetragen von TLC - Hal Davis, Berry Gordy, Willie Hutch und Bob West – I’ll Be There vorgetragen von Mariah Carey - Michael Jackson, René Moore, Bruce Swedien und Teddy Riley – Jam vorgetragen von Michael Jackson - Thomas McElroy und Denzil Foster – My Lovin’ (You’re Never Gonna Get It) vorgetragen von En Vogue | Boyz II Men, 2008                                                     |
| 1994             | Janet Jackson Jimmy Jam und Terry Lewis | Vereinigte Staaten                        | That’s the Way Love Goes            | Janet Jackson                                         | - Babyface und Daryl Simmons – Can We Talk vorgetragen von Tevin Campbell - Luther Vandross und Marcus Miller – Little Miracles (Happen Every Day) vorgetragen von Luther Vandross - Luther Vandross und Reed Vertelney – Heaven Knows vorgetragen von Luther Vandross - Raphael Wiggins und Carl Wheeler – Anniversary vorgetragen von Tony! Toni! Toné! | Janet Jackson, 2006                                                   |
| 1995             | Babyface | Vereinigte Staaten                        | I’ll Make Love to You               | Boyz II Men                                           | - Babyface – When Can I See You vorgetragen von Babyface - Babyface, L.A. Reid und Daryl Simmons – You Mean the World to Me vorgetragen von Toni Braxton - Me’Shell NdegéOcello – If That’s Your Boyfriend (He Wasn’t Last Night) vorgetragen von Me’Shell NdegéOcello - Rick Nowels und Ellen Shipley – Body and Soul vorgetragen von Anita Baker | Babyface, 2013 · Boyz II Men, 2007                                    |
| 1996             | Stevie Wonder | Vereinigte Staaten                        | For Your Love                       | Stevie Wonder                                         | - Babyface – Red Light Special vorgetragen von TLC - Babyface – You Can’t Run vorgetragen von Vanessa L. Williams - D’Angelo – Brown Sugar vorgetragen von D’Angelo - Dallas Austin – Creep vorgetragen von TLC | Stevie Wonder, 2009                                                   |
| 1997             | Kenneth “Babyface” Edmonds | Vereinigte Staaten                        | Exhale (Shoop Shoop)                | Whitney Houston                                       | - Babyface – Sittin’ up in My Room vorgetragen von Brandy - Babyface und Bryce Wilson – You’re Makin’ Me High vorgetragen von Toni Braxton - Luther Vandross – Your Secret Love vorgetragen von Luther Vandross - Rod Temperton – You Put a Move on My Heart vorgetragen von Tamia | Babyface, 2009 · Whitney Houston, 2010                                |
| 1998             | R. Kelly | Vereinigte Staaten                        | I Believe I Can Fly                 | R. Kelly                                              | - Andre Young, Chauncey Hannibal, Teddy Riley, William Stewart, Lynise Walters, Richard Vick und Bill Withers – No Diggity vorgetragen von BLACKstreet feat. Dr. Dre und Queen Pen - Erykah Badu und Jaborn Jamal – On and On vorgetragen von Erykah Badu - Kirk Franklin – Stomp vorgetragen von God’s Property feat. Kirk Franklin and Salt - Mariah Carey, Puff Daddy, Stevie J, Q-Tip (The Ummah), Bobby Robinson, Stephen Hague, Ronald Larkins, Malcolm McLaren und Larry Price – Honey vorgetragen von Mariah Carey                                                                                 |                                                                       |
| 1999             | Lauryn Hill | Vereinigte Staaten                        | Doo Wop (That Thing)                | Lauryn Hill                                           | - Brandy Norwood, LaShawn Daniels, Fred Jerkins III, Rodney Jerkins und Japhe Tejeda – The Boy Is Mine vorgetragen von Brandy & Monica - Kirk Franklin – Lean On Me vorgetragen von Kirk Franklin mit Mary J. Blige, R. Kelly, Bono, Crystal Lewis und the Family - Lauryn Hill – A Rose Is Still a Rose vorgetragen von Aretha Franklin - Rory Bennett und JoJo Hailey – All My Life vorgetragen von K-Ci & JoJo | Lauryn Hill, 2005                                                     |
| 2000             | Kandi Burruss Kevin Briggs Tameka Cottle | Vereinigte Staaten                        | No Scrubs                           | TLC                                                   | - Lauryn Hill – All That I Can Say vorgetragen von Mary J. Blige - Kevin „Shekspere“ Briggs, Kandi Burruss, Beyoncé Knowles, LeTonya Luckett & Kelendria Rowland – Bills, Bills, Bills vorgetragen von Destiny’s Child - K. Karlin, Tamara Savage & Carsten Schack – Heartbreak Hotel vorgetragen von Whitney Houston feat. Faith Evans und Kelly Price - Lashawn Daniels, Tony Estes, Fred Jerkins III, Rodney Jerkins, & Isaac Phillips – It’s Not Right but It’s Okay vorgetragen von Whitney Houston                                                                                                   |                                                                       |
| 2001             | Beyoncé Rodney Jerkins LaShawn Daniels Fred Jerkins III LeToya LaTavia Roberson Kelly Rowland                                                                          | Vereinigte Staaten                        | Say My Name                         | Destiny’s Child                                       | - Erykah Badu – Bag Lady vorgetragen von Erykah Badu - LaShawn Daniels, Fred Jerkins III, Rodney Jerkins & Harvey Mason, Jr. – He Wasn’t Man Enough vorgetragen von Toni Braxton - Mark Andrews, Tim Kelley & Bob Robinson – Thong Song vorgetragen von Sisqó - D’Angelo & Raphael Saadiq – Untitled (How Does It Feel) vorgetragen von D’Angelo | Destiny’s Child, 2005                                                 |
| 2002             | Alicia Keys | Vereinigte Staaten                        | Fallin’                             | Alicia Keys                                           | - Erykah Badu – Didn’t Cha Know? vorgetragen von Erykah Badu - Missy Elliott und Timothy Mosley – Get Ur Freak On vorgetragen von Missy Elliott - Dallas Austin – Hit ’Em Up Style (Oops!) vorgetragen von Blu Cantrell - Brian McKnight – Love of My Life vorgetragen von Brian McKnight - India.Arie, Carlos “Six July” Broady und Shannon Sanders – Video vorgetragen von India.Arie | Alicia Keys, 2002                                                     |
| 2003             | Erykah Badu Glenn Standridge James Poyser Madukwu Chinwah Raphael Saadiq Lonnie Lynn Robert Ozuna                                                                      | Vereinigte Staaten                        | Love of My Life (An Ode to Hip-Hop) | Erykah Badu feat. Common                              | - Michael Archer, Bobby Ozuna, Raphael Saadiq & Glenn Standridge – Be Here vorgetragen von Raphael Saadiq feat. D’Angelo - Marsha Ambrosius, Darren „Limitless“ Henson, Keith „Keshon“ Pelzer & Natalie Stewart – Floetic vorgetragen von Floetry - Will Baker, Andrew Ramsey, Shannon Sanders & India Simpson – Good Man vorgetragen von India.Arie - Remy Shand – Take a Message vorgetragen von Remy Shand | Erykah Badu, 2005 · Raphael Saadiq, 2012 · Lonnie Lynn, 2011          |
| 2004             | Beyoncé Jay-Z Rich Harrison | Vereinigte Staaten                        | Crazy in Love                       | Beyoncé feat. Jay-Z                                   | - Mark Batson & Anthony Hamilton – Comin’ from Where I’m From vorgetragen von Anthony Hamilton - Richard Marx & Luther Vandross – Dance with My Father vorgetragen von Luther Vandross - Erykah Badu, J. Poyser, B. R. Smith & R. C. Williams – Danger vorgetragen von Erykah Badu - A. Douglas, I. Lorenzo & A. Parker – Rock wit U (Awww Baby) vorgetragen von Ashanti | Beyonce Knowles, 2011 · Jay-Z, 2013                                   |
| 2005             | Alicia Keys Harold Lilly Kanye West | Vereinigte Staaten                        | You Don’t Know My Name              | Alicia Keys                                           | - Bryan Michael Cox, Jermaine Dupri & Usher – Burn vorgetragen von Usher - Prince – Call My Name vorgetragen von Prince - Jermaine Dupri, Alicia Keys, Usher, Manuel Seal & Adonis Shropshire – My Boo vorgetragen von Usher & Alicia Keys - Chris Bridges, Sean Garrett, LaMarquis Jefferson, Robert McDowell, James Phillips, Jonathan Smith & Patrick J. Que Smith – Yeah! vorgetragen von Usher feat. Lil Jon und Ludacris | Alicia Keys, 2008 · Kanye West, 2006                                  |
| 2006             | Jermaine Dupri Johntá Austin Manuel Seal Jr. Mariah Carey | Vereinigte Staaten                        | We Belong Together                  | Mariah Carey                                          | - Rodney Jerkins, Beyoncé, Ricky Lewis, Kelly Rowland, Robert Waller & Michelle Williams – Cater 2 U vorgetragen von Destiny’s Child - Craig Brockman, Missy Elliott & Nisan Stewart – Free Yourself vorgetragen von Fantasia - W. Adams & J. Stephens – Ordinary People vorgetragen von John Legend - Garry Glenn, Alicia Keys, Harold Lily & Kanye West – Unbreakable vorgetragen von Alicia Keys | Jermaine Dupri, 2005 · Mariah Carey, 2005                             |
| 2007             | Bryan Michael Cox Jason Perry Johntá Austin Mary J. Blige | Vereinigte Staaten                        | Be Without You                      | Mary J. Blige                                         | - Prince – Black Sweat vorgetragen von Prince - Jay-Z, Rodney “Darkchild” Jerkins, Beyoncé, Makeba, Keli Nicole Price & Delisha Thomas – Déjà Vu vorgetragen von Beyoncé feat. Jay-Z - Johntá Austin, Mariah Carey, Bryan-Michael Cox & Jermaine Dupri – Don’t Forget About Us vorgetragen von Mariah Carey - Drew Ramsey, Shannon Sanders & India.Arie – I Am Not My Hair vorgetragen von India.Arie | Mary J. Blige, 2007                                                   |
| 2008             | Alicia Keys Dirty Harry Kerry „Krucial“ Brothers | Vereinigte Staaten                        | No One                              | Alicia Keys                                           | - India.Arie und Joyce Simpson – Beautiful Flower vorgetragen von India.Arie - M. S. Eriksen, T. E. Hermansen und Shaffer Smith – Hate That I Love You vorgetragen von Rihanna feat. Ne-Yo - Ivan Barias, Adam W. Blackstone, Randall C. Bowland, Carvin Haggins, Johnnie Smith II & Corey Latif Williams – Teachme vorgetragen von Musiq Soulchild - Louis Biancaniello, Waynne Nugent, Erika Nuri, Kevin Risto, Janet Swel & Sam Watters – When I See U vorgetragen von Fantasia | Alicia Keys, 2013                                                     |
| 2009             | Mikkel Eriksen Tor Hermansen Ne-Yo | Norwegen Vereinigte Staaten               | Miss Independent                    | Ne-Yo                                                 | - Salaam Remi und Jazmine Sullivan – Bust Your Windows vorgetragen von Jazmine Sullivan - I. Barias, Raheem DeVaughn, C. Haggins, K. Oliver & J. Smith – Customer vorgetragen von Raheem DeVaughn - Keyshia Cole, Jason Farmer & Alex Francis – Heaven Sent vorgetragen von Keyshia Cole - Mikkel S. Eriksen, Tor Erik Hermansen & Ne-Yo – Spotlight vorgetragen von Jennifer Hudson | Ne-Yo, 2013                                                           |
| 2010             | Thaddis Harrell Beyoncé Terius Nash Christopher Stewart | Vereinigte Staaten                        | Single Ladies (Put a Ring on It)    | Beyoncé                                               | - James T. Brown, John Conte Jr., Jamie Foxx, Christopher Henderson, Brandon R. Melanchon, Breyon Prescott, T-Pain und Nathan L. Walker – Blame It vorgetragen von Jamie Foxx feat. T-Pain - Salaam Remi & Jazmine Sullivan – Lions, Tigers & Bears vorgetragen von Jazmine Sullivan - Hod David & Musze – Pretty Wings vorgetragen von Maxwell - D. Babbs, L. Bereal, M. Cooper, A. Dixon, J. Franklin, T. Jones, R. New & K. Stephens – Under vorgetragen von Pleasure P | Terius Nash, 2008 · Beyonce, 2009                                     |
| 2011             | John Legend | Vereinigte Staaten                        | Shine                               | John Legend & the Roots                               | - Charles Harmon & Claude Kelly – Bittersweet vorgetragen von Fantasia - Ivan “Orthodox” Barias, Curt Chambers, Carvin “Ransum” Haggins, Jaheim Hoagland & Miquel Jontel – Finding My Way Back vorgetragen von Jaheim - Eldra DeBarge & Mischke – Second Chance vorgetragen von El DeBarge - Kem Owens – Why Would You Stay vorgetragen von Kem | John Legend, 2006                                                     |
| 2012             | CeeLo Green Melanie Fiona Jack Splash | Vereinigte Staaten Kanada                 | Fool for You                        | CeeLo Green feat. Melanie Fiona                       | - Marsha Ambrosius, Sterling Simms und Justin Smith – Far Away vorgetragen von Marsha Ambrosius - Kelly Price – Not My Daddy vorgetragen von Kelly Price feat. Stokley - Charles Harmon, Claude Kelly & Ledisi Young – Pieces of Me vorgetragen von Ledisi - Dennis Bettis, Carl M. Days Jr., Wirlie Morris, Charlie Wilson und Mahin Wilson – You Are vorgetragen von Charlie Wilson | CeeLo Green, 2006 · Melanie Fiona, 2012                               |
| 2013             | Miguel Pimentel | Vereinigte Staaten                        | Adorn                               | Miguel                                                | - Tamia Hill, Claude Kelly und Salaam Remi – Beautiful Surprise vorgetragen von Tamia - Benjamin Levin, Rico Love und Tremaine Neverson – Heart Attack vorgetragen von Trey Songz - Antonio Dixon, Kenny Edmonds, Anthony Hamilton und Patrick “jQue” Smith – Pray for Me vorgetragen von Anthony Hamilton - Darhyl “DJ” Camper, Elle Varner und Andrew “Pop” Wansel – Refill vorgetragen von Elle Varner | Miguel, 2014                                                          |
| 2014             | James Fauntleroy Jerome Harmon Timothy Mosley Justin Timberlake | Vereinigte Staaten                        | Pusher Love Girl                    | Justin Timberlake                                     | - Anthony Hamilton und Jairus Mozee – Best of Me vorgetragen von Anthony Hamilton - Tamar Braxton, Darhyl Camper Jr., LaShawn Daniels und Makeba Riddick – Love and War vorgetragen von Tamar Braxton - PJ Morton – Only One vorgetragen von PJ Morton & Stevie Wonder - Fantasia Barrino, Missy Elliott, Al Sherrod Lambert, Harmony Samuels und Kyle Stewart – Without Me vorgetragen von Fantasia feat. Kelly Rowland & Missy Elliott | Timothy Mosley, 2010 · Justin Timberlake, 2013                        |
| 8. Februar 2015  | Shawn Carter Rasool Diaz Noel Fisher Jerome Harmon Beyoncé Knowles Timothy Mosley Andre Eric Proctor Brian Soko                                                        | Vereinigte Staaten                        | Drunk in Love                       | Beyoncé featuring Jay-Z                               | - Ronald Colson, Warren Felder, Usher Raymond IV, Jameel Roberts, Terry Sneed, Andrew Wansel – Good Kisser vorgetragen von Usher - Eric Bellinger, Chris Brown, James Chambers, Malissa Hunter, Justin Booth Johnson, Mark Pitts, Usher Raymond IV, William Roberts, Maurice Simmonds, Keith Tomas – New Flame vorgetragen von Chris Brown featuring Usher & Rick Ross - Dominic Gordon, Brandon Hesson, William Roberts, Jamaica Smith – Options (Woljames Version) vorgetragen von Luke James featuring Rick Ross - Jhené Aiko Chilombo – The Worst vorgetragen von Jhené Aiko                           |                                                                       |
| 15. Februar 2016 | D’Angelo Kendra Foster | Vereinigte Staaten                        | Really Love                         | D’Angelo and the Vanguard                             | - Brook Davis, Miguel Pimentel – Coffee vorgetragen von Miguel - Ahmad Balshe, Stephan Moccio, Jason Quenneville, Abel Tesfaye – Earned It vorgetragen von The Weeknd - Kenny B. Edmonds, Jazmine Sullivan, Dwane M. Weir II – Let It Burn vorgetragen von Jazmine Sullivan - Warryn Campbell, Tyrese Gibson, DJ Rogers Jr. – Shame vorgetragen von Tyrese |                                                                       |
| 12. Februar 2017 | Hod David Gerald Maxwell Rivera | Vereinigte Staaten                        | Lake by the Ocean                   | Maxwell                                               | - Jahron Brathwaite, Aubrey Graham, Noah Shebib – Come and See Me vorgetragen von PartyNextDoor - Michael Hernandez, Bryson Tiller – Exchange vorgetragen von Bryson Tiller - Jeff Bhasker, Robyn Fenty, John-Nathan Glass, Natalia Noemi – Kiss It Better vorgetragen von Rihanna - Magnus August Høiberg, Benjamin Levin, Daystar Peterson – Luv vorgetragen von Tory Lanez |                                                                       |
| 28. Januar 2018  | Christopher Brody Brown James Fauntleroy Philip Lawrence Bruno Mars Ray Charles McCullough II Jeremy Reeves Ray Romulus Jonathan Yip                                   | Vereinigte Staaten                        | That’s What I Like                  | Bruno Mars                                            | - PJ Morton – First Began vorgetragen von PJ Morton - Alfredo Gonzalez, Olatunji Ige, Samuel David Jiminez, Christopher McClenney, Khalid Robinson und Joshua Scruggs – Location vorgetragen von Khalid - Donald Glover und Ludwig Göransson – Redbone vorgetragen von Childish Gambino - Tyran Donaldson, Terrence Henderson, Greg Landfair Jr., Solána Rowe und Pharrell Williams – Supermodel vorgetragen von SZA |                                                                       |
| 10. Februar 2019 | Larrance Dopson Joelle James Ella Mai Dijon McFarlane | Vereinigte Staaten Vereinigtes Königreich | Boo’d Up                            | Ella Mai                                              | - Jermaine Cole, Miguel Pimentel und Salaam Remi – Come Through and Chill vorgetragen von Miguel featuring J. Cole & Salaam Remi - Donald Glover und Ludwig Göransson – Feels Like Summer vorgetragen von Childish Gambino - Darhyl Camper Jr., Gabriella Wilson und Justin Love – Focus vorgetragen von H.E.R. - Paul Boutin, Toni Braxton und Antonio Dixon – Long as I Live vorgetragen von Toni Braxton |                                                                       |
| 26. Januar 2020  | Paul Morton Jr. | Vereinigte Staaten                        | Say So                              | PJ Morton featuring JoJo                              | - Dernst Emile II, David Harris, Gabriella Wilson, Hue Strother – Could’ve Been vorgetragen von H.E.R. featuring Bryson Tiller - Emily King, Jerome Most – Look at Me Now vorgetragen von Emily King - Chris Brown, Tyler James Bryant, Nija Charles, Aubrey Graham, Anderson Hernandez, Michee Patrick Lebrun, Joshua Lewis, Noah Shebib, Teddy Walton – No Guidance vorgetragen von Chris Brown featuring Drake - David Brown, Dernst Emile II, Peter Lee Johnson – Roll Some Mo vorgetragen von Lucky Daye                                                                                              | PJ Morton, 2011                                                       |
| 14. März 2021    | Robert Glasper, Meshell Ndegeocello, Gabriella Wilson | Vereinigte Staaten                        | Better Than I Imagine               | Robert Glasper featuring H.E.R. & Meshell Ndegeocello | - Denisia Andrews, Beyoncé, Stephen Bray, Shawn Carter, Brittany Coney, Derek James Dixie, Akil King, Kim Krysiuk, Rickie Tice – Black Parade vorgetragen von Beyoncé - Sam Barsh, Stacey Barthe, Sonyae Elise, Olu Fann, Akil King, Josh Lopez, Kaveh Rastegar, Benedetto Rotondi – Collide vorgetragen von Tiana Major9 & Earthgang - Chloe Bailey, Halle Bailey, Anton Kuhl, Victoria Monét, Scott Storch, Vincent Van Den Ende – Do It vorgetragen von Chloe x Halle - Nasri Atweh, Badriia Bourelly, Skip Marley, Ryan Williamson & Gabriella Wilson – Slow Down vorgetragen von Skip Marley & H.E.R. | Robert Glasper (2016)                                                 |
| 3. April 2022    | Brandon Anderson, Christopher Brody Brown, Dernst Emile II, Bruno Mars                                                                                                 | Vereinigte Staaten                        | Leave the Door Open                 | Silk Sonic                                            | - H.E.R. (Autoren: Anthony Clemons Jr., Jeff Gitelman, H.E.R., Carl McCormick, Tiara Thomas) – Damage - SZA (Autoren: Jacob Collier, Carter Lang, Carlos Munoz, Solána Rowe, Christopher Ruelas) – Good Days - Giveon (Autoren: Giveon Evans, Maneesh, Sevn Thomas, Varren Wade) – Heartbreak Anniversary - Jazmine Sullivan (Autoren: Denisia Andrews, Audra Mae Butts, Kyle Coleman, Brittany Coney, Michael Holmes, Jazmine Sullivan) – Pick Up Your Feelings | Anderson Paak & Bruno Mars                                            |
| 5. Februar 2023  | Denisia „Blu June“ Andrews, Beyoncé, Mary Christine Brockert, Brittany „Chi“ Coney, Terius „The-Dream“ Gesteelde-Diamant, Morten Ristorp, Nile Rodgers, Raphael Saadiq | Vereinigte Staaten                        | Cuff It                             | Beyoncé                                               | - Mary J. Blige (Autoren: Mary J. Blige, David Brown, Dernst Emile II, Gabriella Wilson, Tiara Thomas) – Good Morning Gorgeous - Muni Long (Autoren: Hamadi Aaabi, Dylan Graham, Priscilla Renea, Thaddis „Kuk“ Harrell, Brandon John-Baptiste, Isaac Wriston, Justin Nathaniel Zim) – Hrs & Hrs - Jazmine Sullivan (Autoren: Akeel Henry, Michael Holmes, Luca Mauti, Jazmine Sullivan, Elliott Trent) – Hurt Me So Good - PJ Morton (Autor: PJ Morton) – Please Don’t Walk Away |                                                                       |
| 4. Februar 2024  | Kenny B. Edmonds, Blair Ferguson, Khris Riddick-Tynes, Solána Rowe, Leon Thomas                                                                                        | Vereinigte Staaten                        | Snooze                              | SZA                                                   | - Halle Bailey, Theron Feemster, Coleridge Tillman – Angel, vorgetragen von Halle - Darryl Andrew Farris, Robert Glasper, Alexandra Isley – Back to Love, vorgetragen von Robert Glasper featuring SiR & Alex Isley - Darhyl Camper Jr., Courtney Jones, Raymond Komba, Roy Keisha Rockette – ICU, vorgetragen von Coco Jones - Dernst Emile II, Jeff Gitelman, Victoria Monét, Kyla Moscovich, Jamil Pierre, Charles Williams – On My Mama, vorgetragen von Victoria Monét | SZA 2017                                                              |
| 2. Februar 2025  | Rob Bisel, Cian Ducrot, Carter Lang, Solána Rowe, Jared Solomon, Scott Zhang                                                                                           | Vereinigte Staaten                        | Saturn                              | SZA                                                   | - After Hours von Kehlani (Autoren: Diovanna Frazier, Alex Goldblatt, Kehlani Parrish, Khris Riddick-Tynes, Daniel Upchurch) - Burning von Tems (Autoren: Ronald Banful, Temilade Openiyi) - Here We Go (Uh Oh) von Coco Jones (Autoren: Sara Diamond, Sydney Floyd, Marisela Jackson, Courtney Jones, Carl McCormick, Kelvin Wooten) - Ruined Me von Muni Long (Autoren: Jeff Gitelman, Priscilla Renea, Kevin Theodore) | SZA 2017                                                              |

## Belege
1. ↑  “honor artistic achievement, technical proficiency and overall excellence in the recording industry, without regard to album sales or chart position” Overview. National Academy of Recording Arts and Sciences, archiviert vom Original am 19. August 2012; abgerufen am 11. September 2014.  Info: Der Archivlink wurde automatisch eingesetzt und noch nicht geprüft. Bitte prüfe Original- und Archivlink gemäß Anleitung und entferne dann diesen Hinweis.
2. ↑  Grammy Awards at a Glance. In: Los Angeles Times. Tribune Company, abgerufen am 29. Mai 2011.
3. ↑  NARAL Final Nomination List 57th Grammy Awards, abgerufen am 31. Dezember 2015.